# Temporada da NFL de 2021
A Temporada da NFL de 2021 foi a 102ª temporada regular da National Football League (NFL), principal liga de futebol americano profissional dos Estados Unidos.
Após a decisão dos proprietários das franquias, a temporada regular foi prolongada de 16 para 17 partidas disputadas por cada equipe. Conforme um acordo coletivo de trabalho assinado em março de 2020, a temporada regular de 2021 foi a primeira onde a expansão pôde ser testada.
A temporada regular começou em 9 de setembro de 2021, no Raymond James Stadium em Tampa, Flórida, estádio do campeão do Super Bowl LV, Tampa Bay Buccaneers, enfrentando o Dallas Cowboys; e terminaou em 9 de de janeiro de 2022. Os playoffs começaram em 15 de Janeiro de 2022, com a temporada sendo concluída no Super Bowl LVI, no então recém inaugurado SoFi Stadium, em Inglewood, Califórnia, no dia 13 de Fevereiro de 2022, com o Los Angeles Rams se consagrando campeão.

## Aposentadorias notáveis
- QB Drew Brees - Treze vezes indicado ao Pro Bowl, cinco vezes All-Pro, duas vezes Jogador Ofensivo do Ano (2008 e 2011), campeão do Super Bowl XLIV e MVP, vencedor do NFL Comeback Player of the Year em 2004 e do Walter Payton Man of the Year Award em 2006. Atuou pelo San Diego Chargers e New Orleans Saints durante sua carreira de 20 anos.[6][7]
- WR Julian Edelman - três vezes campeão do Super Bowl (XLIX, LI e LIII) e MVP do Super Bowl LIII. Atuou ao lado de Tom Brady pelo New England Patriots durante toda sua carreira de 12 anos.[3]
- TE Jason Witten - Onze vezes indicado ao Pro Bowl, quatro vezes All-Pro e Walter Payton Homem do Ano em 2016. Atuou pelo Dallas Cowboys durante 16 temporadas e encerrou sua carreira de dezessete temporadas no Las Vegas Raiders.[4]
- QB Philip Rivers - Nove vezes indicado ao Pro Bowl e NFL Comeback Player of the Year de 2013. Atuou pelo San Diego/Los Angeles Chargers e Indianapolis Colts durante sua carreira de 17 anos.[8]
- C Maurkice Pouncey - Nove vezes indicado ao Pro Bowl e cinco vezes All-Pro. Atuou pelo Pittsburgh Steelers durante toda sua carreira de onze anos.[6]
- LB Tamba Hali - Seis vezes indicado ao Pro Bowl e duas vezes ao All-Pro. Atuou pelo Kansas City Chiefs durante toda sua carreira de 12 anos.[9]
- WR Demaryius Thomas - Cinco vezes indicado ao Pro Bowl, duas vezes ao All-Pro, além de ter sido campeão do Super Bowl XL. Atuou pelo Denver Broncos, Houston Texans, New England Patriots e New York Jets durante sua carreira de 10 anos.[10]
- LB Thomas Davis - Três vezes indicado ao Pro Bowl, duas vezes All-Pro e foi o Walter Payton Man of the Year de 2014. Atuou pelo Carolina Panthers, Los Angeles Chargers e Washington Football Team durante sua carreira de 16 anos.[7]
- G Mike Iupati - Quatro vezes indicado ao Pro Bowl e duas ao All-Pro. Atuou pelo San Francisco 49ers, Arizona Cardinals e Seattle Seahawks durante sua carreira de 11 anos.[11]
- C Mike Pouncey - Quatro vezes indicado ao Pro Bowl. Atuou pelo Miami Dolphins e pelo Los Angeles Chargers durante sua carreira de 10 anos.[12]
- K Adam Vinatieri - Três vezes indicado ao Pro Bowl, três vezes All-Pro, foi quatro vezes campeão do Super Bowl (XXXVI, XXXVIII, XXXIX e XLI). Detém o maior recorde de pontos por kicker de todos os tempos da NFL, 2 673.[13] Atuou pelo New England Patriots e Indianapolis Colts durante sua carreira de 24 anos.[14]

### Outros aposentados
| - Antoine Bethea - Morgan Burnett - Anthony Castonzo - Tyrone Crawford - Patrick Chung - Patrick DiMarco |  | - Taylor Gabriel - Marcus Gilbert - Stephen Hauschka - Hale Hentges - Josh Hill - Kevin Johnson |  | - Johnathan Joseph - Sean Lee - Kyle Love - Vance McDonald - Greg Olsen - Donald Penn |  | - Weston Richburg - Jordan Reed - Matt Schaub - Anthony Sherman - Alex Smith - Alex Tanney |  | - Jared Veldheer - Danny Vitale - T. J. Ward - Tramon Williams |

## Draft
O Draft de 2021 da NFL foi realizado em Cleveland, Ohio entre 29 de abril a 1 de maio de 2021. O Jacksonville Jaguars, em virtude de ter tido a pior campanha em 2020, realizou a primeira seleção geral e selecionou QB Trevor Lawrence de Clemson. As equipes com mais escolhas foram: Carolina Panthers, Dallas Cowboys e Minnesota Vikings, com 11; Por sua vez, a com menos foi o Seattle Seahawks, com três.

## Mudanças na arbitragem
A NFL contratou Maia Chaka como sua segunda árbitra do sexo feminino (juntando-se a Sarah Thomas) e a primeira afro-americana.

## Mudanças nas regras
As seguintes mudanças nas regras foram aprovadas na Reunião de Proprietários da NFL em 21 de abril:
- O sistema de numerações da National Football League foi alterado para a maneira como se segue:[47]
  - Running Backs, tight ends, e wide receivers podem escolher números de 1 a 49 e 80 a 89.
  - Defensive backs podem escolher números entra 1 a 49.
  - Linebackers podem escolher números de 1 a 59 e 90 a 99.
  - Os seguintes permanecem sem alterações: linha ofensiva (50-79); linha defensiva (50-79, 90-99); e Quarterbacks, punters e kickers (1-19).
  - De acordo com as regras existentes da liga, qualquer jogador que mudar seu número nesta temporada deve comprar o estoque de sua camisa existente antes que a mudança possa ser feita. Um jogador que pretende alterar seu número para a temporada de 2022 pode fazê-lo gratuitamente.
- A prorrogação (overtime) nos jogos da pré-temporada foi eliminada. Esta será a primeira temporada desde 1973 em que a prorrogação não é usada na pré-temporada.[48]
- Todas as penalidades aceitas por qualquer equipe durante tentativas consecutivas de conversão de pontos extras (extra points) ou de conversão de dois pontos devem ser consideradas. Isso fecha uma lacuna que ocorreu durante uma partida entre Chicago e Denver em 2019. Ou seja, caso uma equipe 'A' vá para uma tentativa de conversão de dois pontos em uma determinada jarda, e ocorra uma falta, em seguida, na tentativa de field goal, caso ocorra outra falta pelo adversário 'B', a equipe 'A' que antes tentou a conversão de dois pontos faltosa, não poderá tentá-la novamente nas linhas de jardas que deveriam ser ganhas pela falta do adversário 'B', por conta da falta que foi cometida pela sua equipe 'A' na jogada anterior.[49]
- As penalidades para um segundo passe para frente atrás da linha de scrimmage e para um passe lançado após a bola retornar para trás da linha agora incluirão em uma perda de descida. Isso foi aprovado em resposta a um jogo em 2020 entre Tampa Bay e Los Angeles Rams.[50]
- Durante os kickoffs, mas especificamente em onside kicks, a equipe que receberá a bola não pode ter mais do que nove jogadores na "zona de preparação" (área entre 10 e 25 jardas do ponto do kickoff).[51][52]
- Uma expansão da comunicação da cabine para os árbitros de vídeo, permitindo estes aconselhem sobre "aspectos específicos e objetivos de um jogo quando evidências de vídeo claras e óbvias estiverem presentes e/ou para tratar de questões de administração do jogo."[52][53]

### Protocolo COVID-19
Nesta temporada, a liga introduziu os protocolos COVID-19 destinados a encorajar a vacinação entre jogadores, treinadores e funcionários. Em 22 de julho, a NFL avisou as equipes que se um jogo tiver de ser adiado devido a surtos de COVID-19 entre jogadores não vacinados, e não puder ser compensado dentro do cronograma da temporada regular de 18 semanas, a equipe responsável pelo surto será acusada de perda por penalidade (forfeit) e será responsável pela compensação financeira à outra equipe, já que normalmente os jogadores de ambas as equipes não são pagos pelas partidas canceladas. Em 24 de julho, foi relatado que a liga multará os jogadores em $ 14.650 por cada violação do protocolo COVID-19 se eles não forem vacinados.
No dia 23 de julho, a liga anunciou que as seguintes regras temporárias para a temporada de 2020 permaneceriam em vigor para 2021, permitindo flexibilidade no plantel devido à incerteza em relação à pandemia:
- Um jogador lesionado pode retornar após perder três partidas ao invés em vez de oito normais.
- As equipes podem devolver um número ilimitado de jogadores da reserva lesionada ao longo do ano, em vez do limite normal de três.
- Os times de treino podem incluir até 16 jogadores para cada equipe, ao invés de 12.
- Após as 16h00 na terça-feira de uma semana de jogo, uma equipe pode designar até quatro jogadores de pratice squad, como "protegidos", o que significa que eles não estão autorizados a assinar com outro time até que seu time atual jogue seu próximo jogo.
- Até dois jogadores do pratice squad podem ser elevados ao elenco ativo a cada semana de jogo sem remover nenhum jogador atual até às 16h00 antes de um dia de jogo.[56]

Em 30 de agosto, a liga e a National Football League Players Association (NFLPA) concordaram com os protocolos de teste do COVID para a temporada. Os jogadores que estão totalmente vacinados serão testados pelo menos uma vez por semana e podem optar por testes adicionais. Como foi o caso em 2020, os jogadores não vacinados serão testados todos os dias durante a temporada regular e pós-temporada, exceto em dias de jogo.
Na semana 1, 93,5% dos jogadores da NFL foram totalmente vacinados, contribuindo e facilitando alguns protocolos da NFL contra o COVID-19.

## Classificação
V = Vitórias, D = Derrotas, E = Empates, PCT = porcentagem de vitórias, PF= Pontos feitos, PS = Pontos sofridos
Classificados para os playoffs estão marcados em verde
| AFC Leste            |    |    |   |       |     |     |
| Time                 | V  | D  | E | PCT   | PF  | PS  |
| Buffalo Bills        | 11 | 6  | 0 | 64,7% | 483 | 289 |
| New England Patriots | 10 | 7  | 0 | 58,8% | 462 | 303 |
| Miami Dolphins       | 9  | 8  | 0 | 52,9% | 341 | 373 |
| New York Jets        | 4  | 13 | 0 | 23,5% | 310 | 504 |
| AFC Norte            |    |    |   |       |     |     |
| Time                 | V  | D  | E | PCT   | PF  | PS  |
| Cincinnati Bengals   | 10 | 7  | 0 | 58,8% | 460 | 376 |
| Pittsburgh Steelers  | 9  | 7  | 1 | 55,9% | 343 | 398 |
| Cleveland Browns     | 8  | 9  | 0 | 47,1% | 349 | 371 |
| Baltimore Ravens     | 8  | 9  | 0 | 47,1% | 387 | 392 |
| AFC Sul              |    |    |   |       |     |     |
| Time                 | V  | D  | E | PCT   | PF  | PS  |
| Tennessee Titans     | 12 | 5  | 0 | 70,6% | 419 | 354 |
| Indianapolis Colts   | 9  | 8  | 0 | 52,9% | 451 | 365 |
| Houston Texans       | 4  | 13 | 0 | 23,5% | 280 | 452 |
| Jacksonville Jaguars | 3  | 14 | 0 | 17,6% | 253 | 457 |
| AFC Oeste            |    |    |   |       |     |     |
| Time                 | V  | D  | E | PCT   | PF  | PS  |
| Kansas City Chiefs   | 12 | 5  | 0 | 70,6% | 480 | 364 |
| Las Vegas Raiders    | 10 | 7  | 0 | 58,8% | 374 | 439 |
| Los Angeles Chargers | 9  | 8  | 0 | 52,9% | 474 | 459 |
| Denver Broncos       | 7  | 10 | 0 | 41,2% | 335 | 322 |

| NFC Leste                |    |    |   |       |     |     |
| Time                     | V  | D  | E | PCT   | PF  | PS  |
| Dallas Cowboys           | 12 | 5  | 0 | 70,6% | 530 | 358 |
| Philadelphia Eagles      | 9  | 8  | 0 | 52,9% | 444 | 385 |
| Washington Football Team | 7  | 10 | 0 | 41,2% | 335 | 434 |
| New York Giants          | 4  | 13 | 0 | 23,5% | 258 | 416 |
| NFC Norte                |    |    |   |       |     |     |
| Time                     | V  | D  | E | PCT   | PF  | PS  |
| Green Bay Packers        | 13 | 4  | 0 | 76,5% | 450 | 371 |
| Minnesota Vikings        | 8  | 9  | 0 | 47,1% | 425 | 426 |
| Chicago Bears            | 6  | 11 | 0 | 35,3% | 311 | 407 |
| Detroit Lions            | 3  | 13 | 1 | 20,6% | 325 | 467 |
| NFC Sul                  |    |    |   |       |     |     |
| Time                     | V  | D  | E | PCT   | PF  | PS  |
| Tampa Bay Buccaneers     | 13 | 4  | 0 | 76,5% | 511 | 353 |
| New Orleans Saints       | 9  | 8  | 0 | 52,9% | 364 | 335 |
| Atlanta Falcons          | 7  | 10 | 0 | 41,2% | 313 | 459 |
| Carolina Panthers        | 5  | 12 | 0 | 29,3% | 304 | 404 |
| NFC Oeste                |    |    |   |       |     |     |
| Time                     | V  | D  | E | PCT   | PF  | PS  |
| Los Angeles Rams         | 12 | 5  | 0 | 70,6% | 460 | 372 |
| Arizona Cardinals        | 11 | 6  | 0 | 64,7% | 449 | 366 |
| San Francisco 49ers      | 10 | 7  | 0 | 58,8% | 427 | 365 |
| Seattle Seahawks         | 7  | 10 | 0 | 41,2% | 395 | 366 |

## Pós-temporada
Os playoffs de 2021 começaram na rodada de Wild Card (repescagem), com três jogos disputados por conferência. O fim de semana da repescagem aconteceu entre 15 e 17 de janeiro de 2022. Isso marcou a primeira vez que os jogos de repescagem foi disputados em três dias consecutivos. Duas partidas aconteceram no sábado, três no domingo e um na segunda a noite, sendo este o primeiro jogo de playoff disputado numa segunda-feira desde 1988.
Já a rodada de divisão, que foi disputada no final de semana de 22 a 23 de janeiro, teve o time de melhor campanha na conferência jogando contra a equipe de pior campanha classificada restante e os outros dois times restantes jogando entre si. Os vencedores destas partidas disputaram as finais de conferência, que aconteceu em 30 de janeiro.
A final do campeonato, o Super Bowl LVI, aconteceu em 13 de fevereiro, transmitido nos Estados Unidos pela NBC, no SoFi Stadium, em Inglewood, Califórnia. O LA Rams acabou sendo o campeão, vencendo os Bengals.
| Tabela dos Playoffs |                                                |                                                |
| Posição             | AFC                                            | NFC                                            |
| 1                   | Tennessee Titans (Vencedor da divisão Sul)     | Green Bay Packers (Vencedor da divisão Norte)  |
| 2                   | Kansas City Chiefs (Vencedor da divisão Oeste) | Tampa Bay Buccaneers (Vencedor da divisão Sul) |
| 3                   | Buffalo Bills (Vencedor da divisão Leste)      | Dallas Cowboys (Vencedor da divisão Leste)     |
| 4                   | Cincinnati Bengals (Vencedor da divisão Norte) | Los Angeles Rams (Vencedor da divisão Oeste)   |
| 5                   | Las Vegas Raiders                              | Arizona Cardinals                              |
| 6                   | New England Patriots                           | San Francisco 49ers                            |
| 7                   | Pittsburgh Steelers                            | Philadelphia Eagles                            |

### Playoffs
|  |                                       |                                       |                                       |                                |                                |                                |                                       |                                |                                |    |  |  |  |  |  |  |  |  |
|  | 16 de janeiro – AT&T Stadium          | 16 de janeiro – AT&T Stadium          | 16 de janeiro – AT&T Stadium          |                                |                                | 22 de janeiro – Lambeau Field  | 22 de janeiro – Lambeau Field         | 22 de janeiro – Lambeau Field  |                                |    |  |  |  |  |  |  |  |  |
|  | 6                                     | San Francisco                         | 23                                    |                                |                                | 22 de janeiro – Lambeau Field  | 22 de janeiro – Lambeau Field         | 22 de janeiro – Lambeau Field  |                                |    |  |  |  |  |  |  |  |  |
|  | 6                                     | San Francisco                         | 23                                    |                                |                                | 22 de janeiro – Lambeau Field  | 22 de janeiro – Lambeau Field         | 22 de janeiro – Lambeau Field  |                                |    |  |  |  |  |  |  |  |  |
|  | 3                                     | Dallas                                | 17                                    |                                |                                | 22 de janeiro – Lambeau Field  | 22 de janeiro – Lambeau Field         | 22 de janeiro – Lambeau Field  |                                |    |  |  |  |  |  |  |  |  |
|  | 3                                     | Dallas                                | 17                                    | 6                              | San Francisco                  | 13                             |                                       |                                |                                |    |  |  |  |  |  |  |  |  |
|  |                                       |                                       |                                       | 6                              | San Francisco                  | 13                             | 30 de janeiro – SoFi Stadium          |                                |                                |    |  |  |  |  |  |  |  |  |
|  | 17 de janeiro – SoFi Stadium          | 17 de janeiro – SoFi Stadium          | 17 de janeiro – SoFi Stadium          | 1                              | Green Bay                      | 10                             |                                       |                                |                                |    |  |  |  |  |  |  |  |  |
|  | 17 de janeiro – SoFi Stadium          | 17 de janeiro – SoFi Stadium          | 17 de janeiro – SoFi Stadium          | 1                              | Green Bay                      | 10                             |                                       |                                |                                |    |  |  |  |  |  |  |  |  |
|  | 17 de janeiro – SoFi Stadium          | 17 de janeiro – SoFi Stadium          | 17 de janeiro – SoFi Stadium          | NFC                            |                                |                                |                                       |                                |                                |    |  |  |  |  |  |  |  |  |
|  | 5                                     | Arizona                               | 11                                    | 6                              | San Francisco                  | 17                             |                                       |                                |                                |    |  |  |  |  |  |  |  |  |
|  | 5                                     | Arizona                               | 11                                    | 6                              | San Francisco                  | 17                             | 23 de janeiro – Raymond James Stadium |                                |                                |    |  |  |  |  |  |  |  |  |
|  | 4                                     | LA Rams                               | 34                                    |                                |                                | 4                              | LA Rams                               | 20                             |                                |    |  |  |  |  |  |  |  |  |
|  | 4                                     | LA Rams                               | 34                                    |                                |                                | 4                              | LA Rams                               | 20                             |                                |    |  |  |  |  |  |  |  |  |
|  |                                       |                                       |                                       | Campeão da NFC                 |                                |                                |                                       |                                |                                |    |  |  |  |  |  |  |  |  |
|  | 16 de janeiro – Raymond James Stadium | 16 de janeiro – Raymond James Stadium | 16 de janeiro – Raymond James Stadium | 4                              | LA Rams                        | 30                             |                                       |                                |                                |    |  |  |  |  |  |  |  |  |
|  | 16 de janeiro – Raymond James Stadium | 16 de janeiro – Raymond James Stadium | 16 de janeiro – Raymond James Stadium | 4                              | LA Rams                        | 30                             |                                       |                                |                                |    |  |  |  |  |  |  |  |  |
|  | 16 de janeiro – Raymond James Stadium | 16 de janeiro – Raymond James Stadium | 16 de janeiro – Raymond James Stadium |                                | 2                              | Tampa Bay                      | 27                                    |                                |                                |    |  |  |  |  |  |  |  |  |
|  | 7                                     | Philadelphia                          | 15                                    |                                |                                |                                | 27                                    |                                |                                |    |  |  |  |  |  |  |  |  |
|  | 7                                     | Philadelphia                          | 15                                    | Playoffs de divisão            | Playoffs de divisão            | Playoffs de divisão            | 13 de fevereiro – SoFi Stadium        | 13 de fevereiro – SoFi Stadium | 13 de fevereiro – SoFi Stadium |    |  |  |  |  |  |  |  |  |
|  | 2                                     | Tampa Bay                             | 31                                    | Playoffs de divisão            | Playoffs de divisão            | Playoffs de divisão            | 13 de fevereiro – SoFi Stadium        | 13 de fevereiro – SoFi Stadium | 13 de fevereiro – SoFi Stadium |    |  |  |  |  |  |  |  |  |
|  | 2                                     | Tampa Bay                             | 31                                    | Playoffs de divisão            | Playoffs de divisão            | Playoffs de divisão            | 13 de fevereiro – SoFi Stadium        | 13 de fevereiro – SoFi Stadium | 13 de fevereiro – SoFi Stadium |    |  |  |  |  |  |  |  |  |
|  | Playoffs de Wild Card                 |                                       |                                       | Playoffs de divisão            | Playoffs de divisão            | Playoffs de divisão            | 13 de fevereiro – SoFi Stadium        | 13 de fevereiro – SoFi Stadium | 13 de fevereiro – SoFi Stadium |    |  |  |  |  |  |  |  |  |
|  | N4                                    | LA Rams                               | 23                                    | Playoffs de divisão            | Playoffs de divisão            | Playoffs de divisão            |                                       |                                |                                |    |  |  |  |  |  |  |  |  |
|  | N4                                    | LA Rams                               | 23                                    | Playoffs de divisão            | Playoffs de divisão            | Playoffs de divisão            |                                       |                                |                                |    |  |  |  |  |  |  |  |  |
|  | 15 de janeiro – Paul Brown Stadium    | 15 de janeiro – Paul Brown Stadium    | 15 de janeiro – Paul Brown Stadium    | 22 de janeiro – Nissan Stadium | 22 de janeiro – Nissan Stadium | 22 de janeiro – Nissan Stadium |                                       | A4                             | Cincinnati                     | 20 |  |  |  |  |  |  |  |  |
|  | 15 de janeiro – Paul Brown Stadium    | 15 de janeiro – Paul Brown Stadium    | 15 de janeiro – Paul Brown Stadium    | 22 de janeiro – Nissan Stadium | 22 de janeiro – Nissan Stadium | 22 de janeiro – Nissan Stadium |                                       | A4                             | Cincinnati                     | 20 |  |  |  |  |  |  |  |  |
|  | 15 de janeiro – Paul Brown Stadium    | 15 de janeiro – Paul Brown Stadium    | 15 de janeiro – Paul Brown Stadium    | 22 de janeiro – Nissan Stadium | 22 de janeiro – Nissan Stadium | 22 de janeiro – Nissan Stadium | Super Bowl LVI                        |                                |                                |    |  |  |  |  |  |  |  |  |
|  | 5                                     | Las Vegas                             | 19                                    | 22 de janeiro – Nissan Stadium | 22 de janeiro – Nissan Stadium | 22 de janeiro – Nissan Stadium |                                       |                                |                                |    |  |  |  |  |  |  |  |  |
|  | 5                                     | Las Vegas                             | 19                                    | 22 de janeiro – Nissan Stadium | 22 de janeiro – Nissan Stadium | 22 de janeiro – Nissan Stadium |                                       |                                |                                |    |  |  |  |  |  |  |  |  |
|  | 4                                     | Cincinnati                            | 26                                    | 22 de janeiro – Nissan Stadium | 22 de janeiro – Nissan Stadium | 22 de janeiro – Nissan Stadium |                                       |                                |                                |    |  |  |  |  |  |  |  |  |
|  | 4                                     | Cincinnati                            | 26                                    | 4                              | Cincinnati                     | 19                             |                                       |                                |                                |    |  |  |  |  |  |  |  |  |
|  |                                       |                                       |                                       | 4                              | Cincinnati                     | 19                             | 30 de janeiro – Arrowhead Stadium     |                                |                                |    |  |  |  |  |  |  |  |  |
|  | 15 de janeiro – Highmark Stadium      | 15 de janeiro – Highmark Stadium      | 15 de janeiro – Highmark Stadium      | 1                              | Tennessee                      | 16                             |                                       |                                |                                |    |  |  |  |  |  |  |  |  |
|  | 15 de janeiro – Highmark Stadium      | 15 de janeiro – Highmark Stadium      | 15 de janeiro – Highmark Stadium      | 1                              | Tennessee                      | 16                             |                                       |                                |                                |    |  |  |  |  |  |  |  |  |
|  | 15 de janeiro – Highmark Stadium      | 15 de janeiro – Highmark Stadium      | 15 de janeiro – Highmark Stadium      | AFC                            |                                |                                |                                       |                                |                                |    |  |  |  |  |  |  |  |  |
|  | 6                                     | New England                           | 17                                    | 4                              | Cincinnati                     | 27                             |                                       |                                |                                |    |  |  |  |  |  |  |  |  |
|  | 6                                     | New England                           | 17                                    | 4                              | Cincinnati                     | 27                             | 23 de janeiro – Arrowhead Stadium     |                                |                                |    |  |  |  |  |  |  |  |  |
|  | 3                                     | Buffalo                               | 47                                    |                                |                                | 2                              | Kansas City                           | 24                             |                                |    |  |  |  |  |  |  |  |  |
|  | 3                                     | Buffalo                               | 47                                    |                                |                                | 2                              | Kansas City                           | 24                             |                                |    |  |  |  |  |  |  |  |  |
|  |                                       |                                       |                                       | Campeão da AFC                 |                                |                                |                                       |                                |                                |    |  |  |  |  |  |  |  |  |
|  | 16 de janeiro – Arrowhead Stadium     | 16 de janeiro – Arrowhead Stadium     | 16 de janeiro – Arrowhead Stadium     | 3                              | Buffalo                        | 36                             |                                       |                                |                                |    |  |  |  |  |  |  |  |  |
|  | 16 de janeiro – Arrowhead Stadium     | 16 de janeiro – Arrowhead Stadium     | 16 de janeiro – Arrowhead Stadium     | 3                              | Buffalo                        | 36                             |                                       |                                |                                |    |  |  |  |  |  |  |  |  |
|  | 16 de janeiro – Arrowhead Stadium     | 16 de janeiro – Arrowhead Stadium     | 16 de janeiro – Arrowhead Stadium     |                                | 2                              | Kansas City                    | 42                                    |                                |                                |    |  |  |  |  |  |  |  |  |
|  | 7                                     | Pittsburgh                            | 21                                    |                                |                                |                                | 42                                    |                                |                                |    |  |  |  |  |  |  |  |  |
|  | 7                                     | Pittsburgh                            | 21                                    |                                |                                |                                |                                       |                                |                                |    |  |  |  |  |  |  |  |  |
|  | 2                                     | Kansas City                           | 42                                    |                                |                                |                                |                                       |                                |                                |    |  |  |  |  |  |  |  |  |
|  | 2                                     | Kansas City                           | 42                                    |                                |                                |                                |                                       |                                |                                |    |  |  |  |  |  |  |  |  |

## Líderes em estatísticas
| Individual              | Individual       | Individual           | Individual           |
| ----------------------- | ---------------- | -------------------- | -------------------- |
| Líder em pontos         | Nick Folk        | New England          | 150                  |
| Líder em pontos         | Daniel Carlson   | Las Vegas            | 150                  |
| Mais field goals feitos | Dustin Hopkins   | Los Angeles Chargers | 42                   |
| Touchdowns              | Austin Ekeler    | Los Angeles Chargers | 20                   |
| Touchdowns              | Jonathan Taylor  | Indianapolis         | 20                   |
| Jardas terrestres       | Jonathan Taylor  | Indianapolis         | 1 811                |
| Jardas aéreas           | Tom Brady        | Tampa Bay            | 5 316                |
| Touchdowns aéreos       | Tom Brady        | Tampa Bay            | 43                   |
| Passer rating           | Aaron Rodgers    | Green Bay            | 111,9                |
| Passes recebidos        | Cooper Kupp      | Los Angeles Rams     | 145                  |
| Jardas de recepção      | Cooper Kupp      | Los Angeles Rams     | 1 947                |
| Tackles totais          | Foye Oluokun     | Atlanta              | 192                  |
| Interceptações          | Trevon Diggs     | Dallas               | 11                   |
| Punting                 | Cameron Johnston | Houston              | 4 108; média de 46,7 |
| Sacks                   | T. J. Watt       | Pittsburgh           | 22,5                 |

## Recordes, marcos e estatísticas notáveis
Semana 1:
- Tom Brady tornou-se o primeiro jogador a iniciar 300 jogos na carreira em qualquer posição.[63]
- Jameis Winston passou para 145 jardas e cinco touchdowns, estabelecendo o recorde de menor número de jardas em um jogo com pelo menos cinco touchdowns. O recorde anterior de 158 jardas era detido por Eddie LeBaron.[64]

Semana 2
- Tom Brady estabeleceu o recorde para a maior quantidade de partidas disputadas por um quarterback, com 303. O recorde anterior de 302 era detido por Brett Favre.[65]
- Julio Jones tornou-se o jogador mais rápido a atingir 13.000 jardas de recepção, em 137 jogos. O recorde anterior de 154 jogos foi detido por Jerry Rice.[66]
- Aaron Rodgers passou John Elway para o 10º lugar na lista de mais jardas de passes de todos os tempos.[67]
- Travis Kelce se tornou o tight end mais rápido da história da NFL a registrar 8.000 jardas na carreira, em apenas 113 jogos. O recorde foi anteriormente detido por Rob Gronkowski.[68]

Semana 3
- Justin Tucker estabeleceu o recorde da NFL para o field goal mais longo com um chute de 66 jardas. O recorde anterior de 64 jardas era detido por Matt Prater.[69]
- Jamal Agnew empatou o recorde para o jogada mais longa com um retorno de 109 jardas de uma field goal perdido, para um touchdown. O recorde agora é compartilhado com Antonio Cromartie e Cordarrelle Patterson.[70]
- Tom Brady tornou-se o segundo jogador a registrar 80.000 jardas de passes, juntando-se Drew Brees.[71]
- Brady se tornou o quarterback que sofreu mais sacks da história da NFL, quebrando o recorde de Brett Favre com 525.[72]
- Matt Ryan tornou-se o décimo jogador a registrar 350 touchdowns passados.[73]
- Patrick Mahomes se tornou o jogador mais rápido a atingir 15.000 jardas de passes na carreira, em 49 jogos.[74]

Semana 4
- Ben Roethlisberger tornou-se o oitavo jogador a registrar 400 touchdowns passados.[75]
- Roethlisberger superou Dan Marino pelo sexto lugar na lista de mais jardas passadas em todos os tempos.[76]
- Russell Wilson tornou-se o 18º quarterback a vencer 100 partidas na carreira.[77]
- Tom Brady tornou-se o líder de jardas passadas da NFL, quebrando o recorde de Drew Brees' de 80,358 jardas.[78]
- Brady tornou-se o quarto quarterback a derrotar todos os 32 franquias da liga, juntando-se Brees, Brett Favre, e Peyton Manning.[79]
- Aaron Rodgers se tornou o quinto jogador a ter um total de 500 touchdowns na temporada regular e nos playoffs, juntando-se a Brady, Brees, Favre e Manning.[80]
- Rodgers empatou com Marino em sexto lugar na lista de mais passes para touchdown de todos os tempos.[81]
- Patrick Mahomes estabeleceu os recordes de mais jardas de passes e touchdowns passados nos primeiros 50 jogos de um jogador, com 15.348 e 125, respectivamente. O recorde anterior de 14.372 jardas era detido por Kurt Warner, já o recorde anterior de 116 touchdowns era de Marino.[82][83]
- Andy Reid se tornou o primeiro técnico a vencer 100 partidas em duas franquias diferentes.[84]
- O Baltimore Ravens teve pelo menos 100 jardas correndo pelo 43º jogo consecutivo, empatando o Pittsburgh Steelers de 1974-77.[85]

Semana 5
- Antonio Brown se tornou o jogador mais rápido a alcançar 900 recepções na carreira, em 143 partidas no total. O recorde anterior de 149 jogos era de Marvin Harrison.[86]
- Aaron Rodgers ultrapassou Dan Marino e Philip Rivers pelo quinto lugar na lista de mais passes para touchdown de todos os tempos.[87]
- Matt Ryan ultrapassou Eli Manning pelo oitavo lugar na lista de mais jardas de passes de todos os tempos.[88]
- Ryan se tornou o sétimo jogador a atingir 5.000 passes completados na carreira.[89]
- O Cleveland Browns se tornou o primeiro time na história da NFL a perder um jogo, apesar de marcar 40 ou mais pontos e sem turnovers. Anteriormente, as equipes com mais de 40 pontos e sem turnovers tinham anteriormente vencido 442 partidas e não perderam nenhuma.[90]
- Em toda a liga, os kickers perderam no total, 13 extra point, quebrando o recorde da NFL em uma única semana. O recorde anterior de 12, estabelecido na semana 11 da temporada de 2016.[91]

Semana 6
- Lamar Jackson estabeleceu o recorde de mais vitórias como quarterback titular antes de seu 25º aniversário com sua 35ª vitória. O recorde anterior de 34 vitórias foi detido por Dan Marino.[92]

Semana 7
- Tom Brady se tornou o primeiro jogador a registrar 600 touchdowns passados na carreira.[93]
- Matthew Stafford se tornou o 13º jogador a registrar 300 touchdowns passados na carreira.[94]

Semana 8
- Tom Brady se tornou o segundo jogador a completar 7.000 passes de carreira, juntando-se a Drew Brees.
- Brady estabeleceu o recorde para a maior quantidade de jogos com pelo menos três passes para touchdown e a maior quantidade de jogos com pelo menos quatro passes para touchdown com 98 e 38, respectivamente. Os recordes foram anteriormente mantidos por Brees.[95]
- Mike White estabeleceu o recorde de mais passes completados em uma partida de estreia da carreira com 37.[96]

## Prêmios

### Individuais da temporada
A 11ª cerimônia anual da NFL Honors, contemplando os melhores jogadores e jogadas da temporada de 2021, aconteceu em 10 de fevereiro de 2022 no YouTube Theater em Inglewood, Califórnia.
| Prêmio                             | Vencedor         | Posição    | Time                 |
| ---------------------------------- | ---------------- | ---------- | -------------------- |
| AP Most Valuable Player (MVP)      | Aaron Rodgers    | QB         | Green Bay Packers    |
| AP Jogador de Ataque do Ano        | Cooper Kupp      | WR         | Los Angeles Rams     |
| AP Jogador de Defesa do Ano        | T. J. Watt       | LB         | Pittsburgh Steelers  |
| AP Treinador do Ano                | Mike Vrabel      | HC         | Tennessee Titans     |
| AP Treinador Assistente do Ano     | Dan Quinn        | DC         | Dallas Cowboys       |
| AP Jogador Novato de Ataque do Ano | Ja'Marr Chase    | WR         | Cincinnati Bengals   |
| AP Jogador Novato de Defesa do Ano | Micah Parsons    | LB         | Dallas Cowboys       |
| AP Comeback Player of the Year     | Joe Burrow       | QB         | Cincinnati Bengals   |
| Pepsi Novato do Ano                | Ja'Marr Chase    | WR         | Cincinnati Bengals   |
| Walter Payton NFL Man of the Year  | Andrew Whitworth | OL         | Los Angeles Rams     |
| PFWA NFL Executivo do Ano          | Bill Belichick   | Técnico/GM | New England Patriots |
| MVP do Super Bowl                  | Cooper Kupp      | WR         | Los Angeles Rams     |

### TimeAll-Pro
Os seguintes jogadores foram nomeados First Team All-Pro pela Associated Press:
| Ataque | Ataque                                                                                |
| ------ | ------------------------------------------------------------------------------------- |
| QB     | Aaron Rodgers (Green Bay)                                                             |
| RB     | Jonathan Taylor (Indianapolis)                                                        |
| WR     | Davante Adams (Green Bay) Cooper Kupp (Los Angeles Rams) Deebo Samuel (San Francisco) |
| TE     | Mark Andrews (Baltimore)                                                              |
| LT     | Trent Williams (San Francisco)                                                        |
| LG     | Joel Bitonio (Cleveland)                                                              |
| C      | Jason Kelce (Philadelphia)                                                            |
| RG     | Zack Martin (Dallas)                                                                  |
| RT     | Tristan Wirfs (Tampa Bay)                                                             |

| Defesa | Defesa                                                                              |
| ------ | ----------------------------------------------------------------------------------- |
| DE     | T. J. Watt (Pittsburgh) Myles Garrett (Cleveland)                                   |
| DT     | Aaron Donald (Los Angeles Rams) Cameron Heyward (Pittsburgh)                        |
| LB     | Micah Parsons (Dallas) Darius Leonard (Indianapolis) De'Vondre Campbell (Green Bay) |
| CB     | Trevon Diggs (Dallas) Jalen Ramsey (Los Angeles Rams)                               |
| S      | Kevin Byard (Tennessee) Jordan Poyer (Buffalo)                                      |

| K  | Justin Tucker (Baltimore)       |
| P  | A. J. Cole (Las Vegas)          |
| KR | Braxton Berrios (New York Jets) |
| PR | Devin Duvernay (Baltimore)      |
| ST | J. T. Gray (New Orleans)        |
| LS | Luke Rhodes (Indianapolis)      |

### Jogador da semana/mês
| Semana/ mês | Jogador Ofensivo da semana/mês           | Jogador Ofensivo da semana/mês         | Jogador Defensivo da semana/mês  | Jogador Defensivo da semana/mês     | Jogador de Times Especiais da semana/mês | Jogador de Times Especiais da semana/mês |
| Semana/ mês | AFC                                      | NFC                                    | AFC                              | NFC                                 | AFC                                      | NFC                                      |
| ----------- | ---------------------------------------- | -------------------------------------- | -------------------------------- | ----------------------------------- | ---------------------------------------- | ---------------------------------------- |
| 1           | Patrick Mahomes (QB) (Kansas City)       | Matthew Stafford QB (Los Angeles Rams) | Maxx Crosby DE (Las Vegas)       | Chandler Jones LB (Arizona)         | Evan McPherson K (Cincinnati)            | Bradley Pinion P (Tampa Bay)             |
| 2           | Derrick Henry RB (Tennessee)             | Kyler Murray QB (Arizona)              | Odafe Oweh LB (Baltimore)        | Mike Edwards S (Tampa Bay)          | Daniel Carlson K (Las Vegas)             | Mitch Wishnowsky P (San Francisco)       |
| 3           | Josh Allen QB (Buffalo)                  | Matthew Stafford QB (Los Angeles Rams) | Myles Garrett DE (Cleveland)     | Byron Murphy CB (Arizona)           | Justin Tucker K (Baltimore)              | Mason Crosby K (Green Bay)               |
| Set         | Derek Carr QB (Las Vegas)                | Cooper Kupp WR (Los Angeles Rams)      | Von Miller LB (Denver)           | Trevon Diggs CB (Dallas)            | Jamal Agnew WR-KR (Jacksonville)         | Mitch Wishnowsky P (San Francisco)       |
| 4           | Joe Burrow QB (Cincinnati)               | Daniel Jones QB (New York Giants)      | Tremaine Edmunds LB (Buffalo)    | Trevon Diggs CB (Dallas)            | Rigoberto Sanchez P (Indianapolis)       | DeAndre Carter WR/RS (Washington)        |
| 5           | Lamar Jackson QB (Baltimore)             | Tom Brady QB (Tampa Bay)               | Gregory Rousseau DE (Buffalo)    | Marshon Lattimore CB (New Orleans)  | Nick Folk K (New England)                | T. J. Edwards LB (Philadelphia)          |
| 6           | Derrick Henry RB (Tennessee)             | Dak Prescott QB (Dallas)               | T. J. Watt LB (Pittsburgh)       | Taylor Rapp S (Los Angeles Rams)    | Matthew Wright K (Jacksonville)          | Matt Prater K (Arizona)                  |
| 7           | Ja'Marr Chase WR (Cincinnati)            | Alvin Kamara RB (New Orleans)          | Yannick Ngakoue DE (Las Vegas)   | Deion Jones LB (Atlanta)            | Rigoberto Sanchez P (Indianapolis)       | Graham Gano K (New York Giants)          |
| 8           | Mike White QB (New York Jets)            | Deebo Samuel WR (San Francisco)        | Adrian Phillips S (New England)  | Micah Parsons LB (Dallas)           | Randy Bullock K (Tennessee)              | Zane Gonzalez K (Carolina)               |
| Out         | Jonathan Taylor RB (Indianapolis)        | Cooper Kupp WR (Los Angeles Rams)      | Kevin Byard S (Tennessee)        | De'Vondre Campbell LB (Green Bay)   | Tyler Bass K (Buffalo)                   | Blake Gillikin P (New Orleans)           |
| 9           | Justin Herbert QB (Los Angeles Chargers) | Matt Ryan QB (Atlanta)                 | Josh Allen DE (Jacksonville)     | Xavier McKinney S (New York Giants) | Tommy Townsend P (Kansas City)           | Kene Nwangwu RB/KR (Minnesota)           |
| 10          | Patrick Mahomes QB (Kansas City)         | Deebo Samuel WR (San Francisco)        | Xavien Howard CB (Miami)         | Darius Slay CB (Philadelphia)       | E. J. Speed LB (Indianapolis)            | Zane Gonzalez K (Carolina)               |
| 11          | Jonathan Taylor RB (Indianapolis)        | Justin Jefferson WR (Minnesota)        | Chris Jones DT (Kansas City)     | Chandler Jones LB (Arizona)         | Evan McPherson K (Cincinnati)            | Jake Elliott K (Philadelphia)            |
| 12          | Joe Mixon RB (Cincinnati)                | Leonard Fournette RB (Tampa Bay)       | Patrick Surtain II CB (Denver)   | Rasul Douglas CB (Green Bay)        | Daniel Carlson K (Las Vegas)             | Thomas Morstead P (Atlanta)              |
| Nov         | Jonathan Taylor RB (Indianapolis)        | Justin Jefferson WR (Minnesota)        | J. C. Jackson CB (New England)   | Robert Quinn LB (Chicago)           | Tommy Townsend P (Kansas City)           | Jake Elliott K (Philadelphia)            |
| 13          | Justin Herbert QB (Los Angeles Chargers) | Jared Goff QB (Detroit)                | T. J. Watt LB (Pittsburgh)       | Jordan Hicks LB (Arizona)           | Michael Palardy P (Miami)                | Travis Homer RB/KR (Seattle)             |
| 14          | Justin Herbert QB (Los Angeles Chargers) | George Kittle TE (San Francisco)       | Mike Hughes CB (Kansas City)     | Aaron Donald DT (Los Angeles Rams)  | Brandon McManus K (Denver)               | Jakeem Grant WR/KR (Chicago)             |
| 15          | Travis Kelce TE (Kansas City)            | Aaron Rodgers QB (Green Bay)           | Darius Leonard LB (Indianapolis) | Cameron Jordan DE (New Orleans)     | Tremon Smith CB/KR (Houston)             | Riley Patterson K (Detroit)              |
| 16          | Joe Burrow QB (Cincinnati)               | Dak Prescott QB (Dallas)               | Tavierre Thomas CB (Houston)     | Foyesade Oluokun LB (Atlanta)       | Braxton Berrios WR/KR (New York Jets)    | Brandon Powell WR/KR (Los Angeles Rams)  |
| Dez         | Patrick Mahomes QB (Kansas City)         | Aaron Rodgers QB (Green Bay)           | Jerome Baker LB (Miami)          | Aaron Donald DT (Los Angeles Rams)  | Evan McPherson K (Cincinnati)            | Thomas Morstead P (Atlanta)              |
| 17          | Ja'Marr Chase WR (Cincinnati)            | Rashaad Penny RB (Seattle)             | T. J. Watt LB (Pittsburgh)       | Cameron Jordan DE (New Orleans)     | Daniel Carlson K (Las Vegas)             | Matt Prater K (Arizona)                  |
| 18          | Ryan Tannehill QB (Tennessee)            | Dak Prescott QB (Dallas)               | Maxx Crosby DE (Las Vegas)       | Tracy Walker S (Detroit)            | Daniel Carlson K (Las Vegas)             | Robbie Gould K (San Francisco)           |

| Semana | FedEx Air (passando) Jogador da Semana | FedEx Ground (correndo) Jogador da Semana | Pepsi Zero Sugar Novato da Semana           |
| ------ | -------------------------------------- | ----------------------------------------- | ------------------------------------------- |
| 1      | Tom Brady (Tampa Bay)                  | Joe Mixon (Cincinnati)                    | Ja'Marr Chase WR (Cincinnati)               |
| 2      | Tom Brady (Tampa Bay)                  | Derrick Henry (Tennessee)                 | Asante Samuel Jr. CB (Los Angeles Chargers) |
| 3      | Justin Herbert (Los Angeles Chargers)  | Derrick Henry (Tennessee)                 | Asante Samuel Jr. CB (Los Angeles Chargers) |
| 4      | Joe Burrow (Cincinnati)                | Ezekiel Elliott (Dallas)                  | Zach Wilson QB (New York Jets)              |
| 5      | Justin Herbert (Los Angeles Chargers)  | Derrick Henry (Tennessee)                 | Ja'Marr Chase WR (Cincinnati)               |
| 6      | Dak Prescott (Dallas)                  | Jonathan Taylor (Indianapolis)            | Ja'Marr Chase WR (Cincinnati)               |
| 7      | Joe Burrow (Cincinnati)                | D'Ernest Johnson (Cleveland)              | Ja'Marr Chase WR (Cincinnati)               |
| 8      | Mike White (New York Jets)             | Elijah Mitchell (San Francisco)           | Micah Parsons LB (Dallas)                   |
| 9      | Justin Herbert (Los Angeles Chargers)  | Nick Chubb (Cleveland)                    | Javonte Williams RB (Denver)                |
| 10     | Dak Prescott (Dallas)                  | Jonathan Taylor (Indianapolis)            | Micah Parsons LB (Dallas)                   |
| 11     | Justin Herbert (Los Angeles Chargers)  | Joe Mixon (Cincinnati)                    | Elijah Moore WR (New York Jets)             |
| 12     | Dak Prescott (Dallas)                  | Joe Mixon (Cincinnati)                    | Patrick Surtain II CB (Denver)              |
| 13     | Justin Herbert (Los Angeles Chargers)  | Jonathan Taylor (Indianapolis)            | Zach Wilson QB (New York Jets)              |
| 14     | Justin Herbert (Los Angeles Chargers)  | Dalvin Cook (Minnesota)                   | Micah Parsons LB (Dallas)                   |
| 15     | Jared Goff (Detroit)                   | Jonathan Taylor (Indianapolis)            | Brandin Echols CB (New York Jets)           |
| 16     | Joe Burrow (Cincinnati)                | Rex Burkhead (Houston)                    | Zach Wilson QB (New York Jets)              |
| 17     | Joe Burrow (Cincinnati)                | Rashaad Penny (Seattle)                   | Ja'Marr Chase WR (Cincinnati)               |
| 18     | Tom Brady (Tampa Bay)                  | Rashaad Penny (Seattle)                   | Amon-Ra St. Brown WR (Detroit)              |

| Mês  | Novato do Ano                  | Novato do Ano                               |
| Mês  | Ataque                         | Defesa                                      |
| ---- | ------------------------------ | ------------------------------------------- |
| Set  | Ja'Marr Chase WR (Cincinnati)  | Asante Samuel Jr. CB (Los Angeles Chargers) |
| Out  | Najee Harris RB (Pittsburgh)   | Nick Bolton LB (Kansas City)                |
| Nov  | Mac Jones QB (New England)     | Micah Parsons LB (Dallas)                   |
| Dez< | Amon-Ra St. Brown WR (Detroit) | Micah Parsons LB (Dallas)                   |

## Estádios

### Mudança de estádios
- O ano de 2020 foi a última temporada para o acordo de direitos do nome da Mercedes-Benz para o Mercedes-Benz Superdome do New Orleans Saints. O estádio buscará um novo patrocinador corporativo ou reverterá para o nome Louisiana Superdome original se não conseguir encontrar um patrocinador.[120]
- O Kansas City Chiefs venderam os direitos de nomenclatura (name right) de seu estádio para a seguradora de saúde GEHA, renomeando-o para GEHA Field at Arrowhead Stadium. É a primeira vez nos 50 anos de história do estádio que ele tem um patrocinador de nomenclatura (naming rights).[120]
- O Buffalo Bills vendeu os direitos de nomenclatura (name right) de seu estádio para a seguradora de saúde Highmark, de Pittsburgh, Pensilvânia resultando na renomeação de seu estádio para Highmark Stadium.[121]
- O Carolina Panthers alterou o gramado de seu estádio, Bank of America Stadium de grama natural para artificial de Field Turf.[122]

### Restrições de COVID-19
- Em 29 de junho, foi anunciado que todas as 32 equipes receberam aprovação para jogar com lotação total na temporada de 2021. Isso aconteceu depois que todos as partidas em 2020 foram jogados com uma audiência bastante reduzida ou sem fãs devido a restrições locais e estaduais para reduzir a disseminação do COVID-19.[123] No entanto, após um aumento recente de casos devido à variante Delta, várias equipes implementaram diversas restrições, principalmente devido a restrições de saúde pública locais ou estaduais para eventos; reencenados em resposta ao aumento.

| Equipe      | Limitações | Ref             |
| ----------- | --- | --------------- |
| Buffalo     | 14 de Setembro: A partir de 26 de setembro, os participantes com 12 anos ou mais devem comprovar o recebimento de pelo menos uma dose de vacinação COVID. A partir de 31 de outubro, todos os fãs de 12 anos ou mais devem comprovar que estão totalmente vacinados.                           | [ 124 ]         |
| Chicago     | 19 de Agosto: Fãs são obrigados a usarem máscaras em áreas internas, como banheiros, elevadores e lojas. | [ 125 ]         |
| Las Vegas   | 17 de Agosto: Todos os torcedores que comparecerem aos jogos deverão apresentar comprovante de vacinação COVID-19, mas não serão obrigados a usar máscaras. Os fãs não vacinados terão a oportunidade de receber vacinas COVID no local antes dos jogos e podem comparecer usando uma máscara. | [ 126 ]         |
| Los Angeles | 17 de Agosto: Todos os fãs devem usar máscaras, independentemente do estado de vacinação, exceto para comer ou beber. | [ 127 ]         |
| New Orleans | 12 de Agosto: Prova de vacinação ou resultado negativo do teste COVID-19 obtido 72 horas antes de um jogo necessário para a entrada do torcedor. Os fãs também devem usar máscara o tempo todo, exceto para comer ou beber.                                                                    | [ 128 ] [ 129 ] |
| Filadélfia  | 12 de Agosto: Torcedores e funcionários devem usar máscaras quando visitarem espaços internos, mas não quando estiverem sentados ou em pé em espaços externos. | [ 130 ]         |
| Pittsburgh  | 21 de Agosto: Fãs devem usar máscaras para o jogo da pré-temporada. Nenhuma determinação foi feita a temporada regular. | [ 129 ]         |
| Seattle     | 7 de Setembro: Prova de vacinação completa ou teste COVID-19 negativo feito 72 horas antes da entrada do ventilador é obrigatório. Os fãs também devem usar máscara facial o tempo todo, exceto para comer ou beber, independentemente do estado de vacinação.                                 | [ 131 ]         |

Além disso, mascotes, líderes de torcida e repórteres que não foram autorizados a estar em campo em 2020 foram autorizados a retornar ao campo em 2021.

## Uniformes

### Mudança de uniformes
- Cincinnati Bengals revelou seus novos uniformes em 19 de abril, estes são semelhantes ao conjunto anterior, mas removeram alguns recursos, como ombreiras coloridas, painéis laterais e placas de identificação delineadas para uma aparência mais atenuada. As listras de marca registrada da equipe foram deixadas como a característica mais proeminente.[133]
- Cleveland Browns contará com um novo uniforme branco que lembra o design de seu uniforme de 1946, comemorando o 75º aniversário da equipe. Os lados do capacete são divididos com uma fina faixa branca e têm numeração correspondente em cada lado. Os números nas camisas são de coloração marrons e com uma sombra laranja.[134]
- Detroit Lions revelou novas calças brancas em 20 de setembro.[135]
- Após evitar um uniforme alternativo em 2020, o Green Bay Packers revelou um novo terceiro uniforme no dia 19 de agosto.[136] Este design retrógrado apresenta verde em vez de azul, que foi a cor primária do terceiro uniforme da equipe de 2010 a 2019.[137] O uniforme ainda consiste em camisetas e calças verdes com placas douradas e listras nos ombros.
- Indianapolis Colts revelou novos uniformes que homenageiam suas temporadas de campeonato de 1958 e 1959, estes serão usados em sua partida da 12ª semana da temporada regular.[138]

- Jacksonville Jaguars fez de seus uniformes alternativos de azul-petróleo seu uniforme principal. A equipe já havia usado camisetas azul-petróleo como o uniforme principal de 1995-2011.[139]
- Los Angeles Rams revelaram uma variação moderna de seus uniformes para partidas fora de casa, no dia 13 de julho. Este design incorpora mangas azuis e amarelas, semelhantes às usadas nos uniformes da equipe de 1978 a 1999.[140]
- New York Giants utilizará novas calças brancas, com um padrão de listras semelhante ao padrão de listras das mangas, com seus uniformes para partidas fora de casa substituindo as calças cinza. No entanto, as calças cinza serão mantidas para a partida da Semana 6 contra o Los Angeles Rams para comemorar o 10º aniversário de sua vitória no Super Bowl XLVI.[141]
- San Francisco 49ers revelou novos uniformes vermelhos baseados na equipe do Super Bowl de 1994 em 30 de junho, em comemoração ao 75º aniversário da franquia. Os uniformes, que apresentam números brancos com sombras pretas, são equivalentes aos uniformes alternativos em homenagem de 1994, todos brancos, usados pela equipe desde 2018.[142]

### Logos
- Cleveland Browns e San Francisco 49ers, ambas fundadas em 1946, revelaram logotipos especiais para comemorar seu 75º aniversário (desde a fundação da primeira liga que participaram, a All-America Football Conference).[143][144]

## Transmissão

### Direitos de transmissão

#### Estados Unidos
Este foi o oitavo ano sob os atuais contratos de transmissão com a CBS, ESPN, Fox e NBC. Isso inclui "cross-flexing" (troca) de partidas de domingo à tarde entre a CBS e a Fox antes ou durante a temporada, independentemente da conferência da equipe visitante. A NBC vai ao ar no Sunday Night Football, na primeira partida do ano e no jogo da noite de Ação de Graças. A ESPN vai ao ar no Monday Night Football, com transmissão simultânea do jogo da Semana 1 desta temporada no ABC, um dos jogos curinga e o Pro Bowl, que também é transmitido simultaneamente no ABC.
Como parte da renovação dos direitos da ESPN para o Monday Night Football, foi adicionado um doubleheader no sábado na última semana da temporada regular. Esses dois jogos também irão ao ar na ABC. O Friday Night Football vai ao ar na NFL Network, com a Fox, Twitch e Amazon Prime Video transmitindo simultaneamente 11 de 15 jogos (semanas 5 a 15). Esta é a última temporada do contrato do Thursday Night Football com a Fox e a NFL Network.
A NBC transmitiu o Super Bowl LVI. Apesar de ter sido originalmente programada para o Super Bowl na rotação atual, a CBS trocou o jogo com a NBC em troca da transmissão do Super Bowl LV. O Super Bowl LVI caiu durante os Jogos Olímpicos de Inverno de 2022, o primeiro a ser programado durante os Jogos Olímpicos em andamento (a NBC também detém os direitos de transmissão nos Estados Unidos para os Jogos Olímpicos).
Em 18 de março, a NFL anunciou seus futuros acordos de televisão para 2023-2033, que irá para a CBS, Fox e NBC manterem seus pacotes de domingo existentes com direitos digitais expandidos para seus serviços de streaming (Tubi, Peacock e Paramount Plus) e o Thursday Night Football  mudou exclusivamente para Amazon Prime e Twitch. A ESPN também firmou um novo acordo para o Monday Night Football começando em 2022. Foi anunciado posteriormente, em maio que a Fox e a NFL Network haviam optado por não transmitir sua temporada final no Thursday Night Football, então esta será a última sob responsabilidade da Fox e NFL Network para o pacote. A NBC está manterá os direitos em espanhol do Sunday Night Football para o canal televisivo pertencente a NBC, Universo, enquanto sua rede de transmissão espanhola, Telemundo vai ao ar com jogos selecionados, incluindo os jogos Wild Card do horário nobre da NBC e, pela primeira vez, o Super Bowl LVI.